# Clara von Wartensleben
Anna Clara Henriette Jeanette Gräfin von Wartensleben (geborene Schaefer, verheiratete zu Eulenburg; * 2. August 1856 in Berlin, Königreich Preußen; † 17. Februar 1939 in Berlin, Deutsches Reich) war Ehefrau der Grafen Friedrich zu Eulenburg und Alexander von Wartensleben. Über Motive ihres Lebens verfasste Theodor Fontane seinen Roman Cécile.

## Leben

### Herkunft
Clara wuchs als Tochter des erfolgreichen Zeitschriftenverlegers Louis Schaefer und dessen Frau Margarethe, geborene Voit in Berlin auf. 1865 wurde die Familie in den preußischen Adelsstand erhoben und trug seitdem den Namen von Schaeffer-Voit.

### Verlobung mit Schwierigkeiten
1875 lernte Clara den jungen Leutnant Friedrich Botho zu Eulenburg (1850–1914) in Karlsbad kennen und verlobte sich mit ihm. Die Familien waren mit der geplanten Heirat einverstanden, aber im Offizierskorps sah man diese Verbindung als nicht standesgemäß an. Eulenburg beschwerte sich darüber bei seinem Vorgesetzten Oberst von Alten.

„Alten gab die unerhörte Antwort: "Lieber Eulenburg, solche Damen liebt man, aber heirathet man nicht." Eulenburg ließ seinen Commandeur [zum Duell] fordern, dieser indessen brachte die Sache auf den Dienst-Fuß und Eulenburg wurde zu 2 Jahren Festung verurtheilt. (...) Nach 6 Wochen (...) wurde Eulenburg vom König pardonirt und trat ins Regiment Gardes du Corps zurück.“

Über diese Ereignisse wurde auch in den Zeitungen berichtet.

### Ehe und Familie
Die Hochzeit fand am 5. Dezember 1875 in Berlin statt. Danach lebte die junge Familie in den Regimentsstandorten Metz, Interlaken, Heidelberg, Frankfurt am Main und Berlin. Sie hatten vier Kinder:
- Alexandrine (1876–1951), heiratete 1896 Graf Leopold von Kalnein (1869–1930)
- Ada Klara Alexandrine Elise (1877–1953), heiratete 1898 Max Freiherr von Senden (1868–1946), geschieden 1909
- Luise (1878–1923), heiratete 1) 1898 Erdmann von Seidlitz und Ludwigsdorf († 1919), geschieden 1910; 2) 1920 Franz Dengler († 1939)
- Botho (1883–1910), heiratete 1904 Francis Lyttle (1883–1932)

1882 erfuhr der Schriftsteller Theodor Fontane über die Ereignisse von 1875 durch den Vater des Bräutigams.
Er machte sie zum Kerninhalt seines Romans Cécile, den er 1886 veröffentlichte.

### Scheidung und weiteres Leben
1897 beantragte Clara die Scheidung von Friedrich zu Eulenburg. Sie beschuldigte ihn unnatürlicher Praktiken, das heißt, der Homosexualität. Daraufhin wurde ein Kriegsgerichtsverfahren gegen diesen eingeleitet. Sein Bruder Philipp zu Eulenburg erfuhr davon durch Kaiser Wilhelm II., zu dem er engen persönlichen Kontakt hatte. Er versuchte Clara zur Rücknahme der Behauptungen zu bewegen, der Kaiser versuchte durch ein Gespräch mit dem Vorsitzenden des Kriegsgerichts, Graf Alexander von Wartensleben, das Verfahren abzuwenden, beides ohne Erfolg. Friedrich zu Eulenburg wurde aus der Armee entlassen, die Ehe wurde geschieden.
Clara heiratete 1898 Graf Alexander von Wartensleben (1838–1909), den Vorsitzenden des Kriegsgerichts. Diese Ehe blieb kinderlos.
Nach dem Tod des zweiten Ehemanns wohnte Clara Gräfin von Wartenfels als Gutsherrin in Blankenfelde bei Berlin als Erbin ihrer Eltern. 1927 verkaufte sie das Gut. 1939 starb sie in Berlin.